# アルダ・メリーニ
アルダ・メリーニ（Alda Merini、1931年3月21日 – 2009年11月1日）は、イタリアのミラノ出身の著作家、詩人。女性。
イタリアでもっとも偉大な現代詩人のひとりとされ、1996年にはアカデミー・フランセーズ、2001年にはイタリアの国際ペンクラブよりノーベル文学賞の候補の一人に挙げられている。1996年にはヴィアレッジョ賞の詩部門を受賞している。

## 日本語訳
- 工藤知子『詩の住む街 イタリア現代詩逍遥』未知谷、2007年